# Reumatoidalne zapalenie stawów

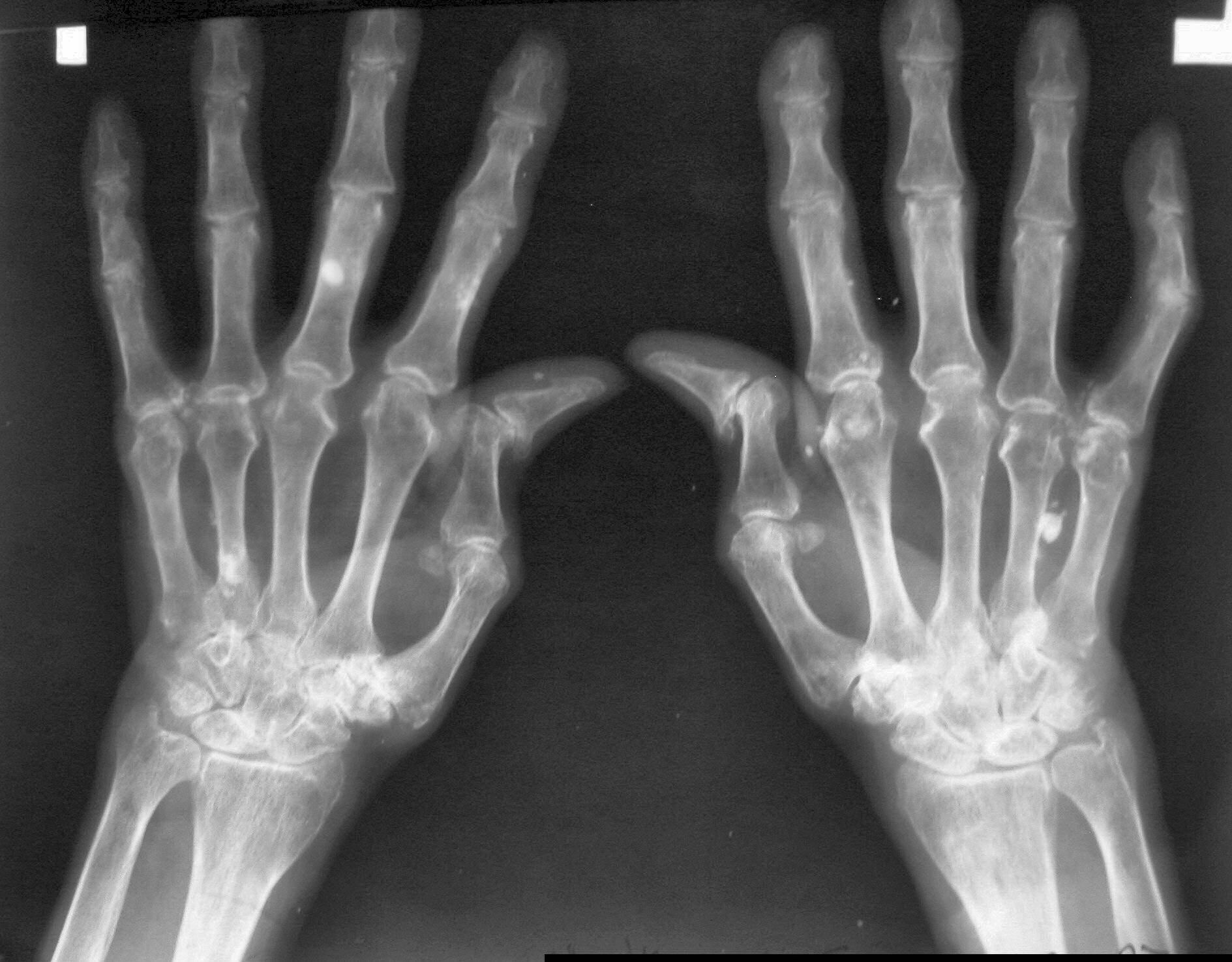
Reumatoidalne zapalenie stawów (zdjęcie rentgenowskie dłoni)

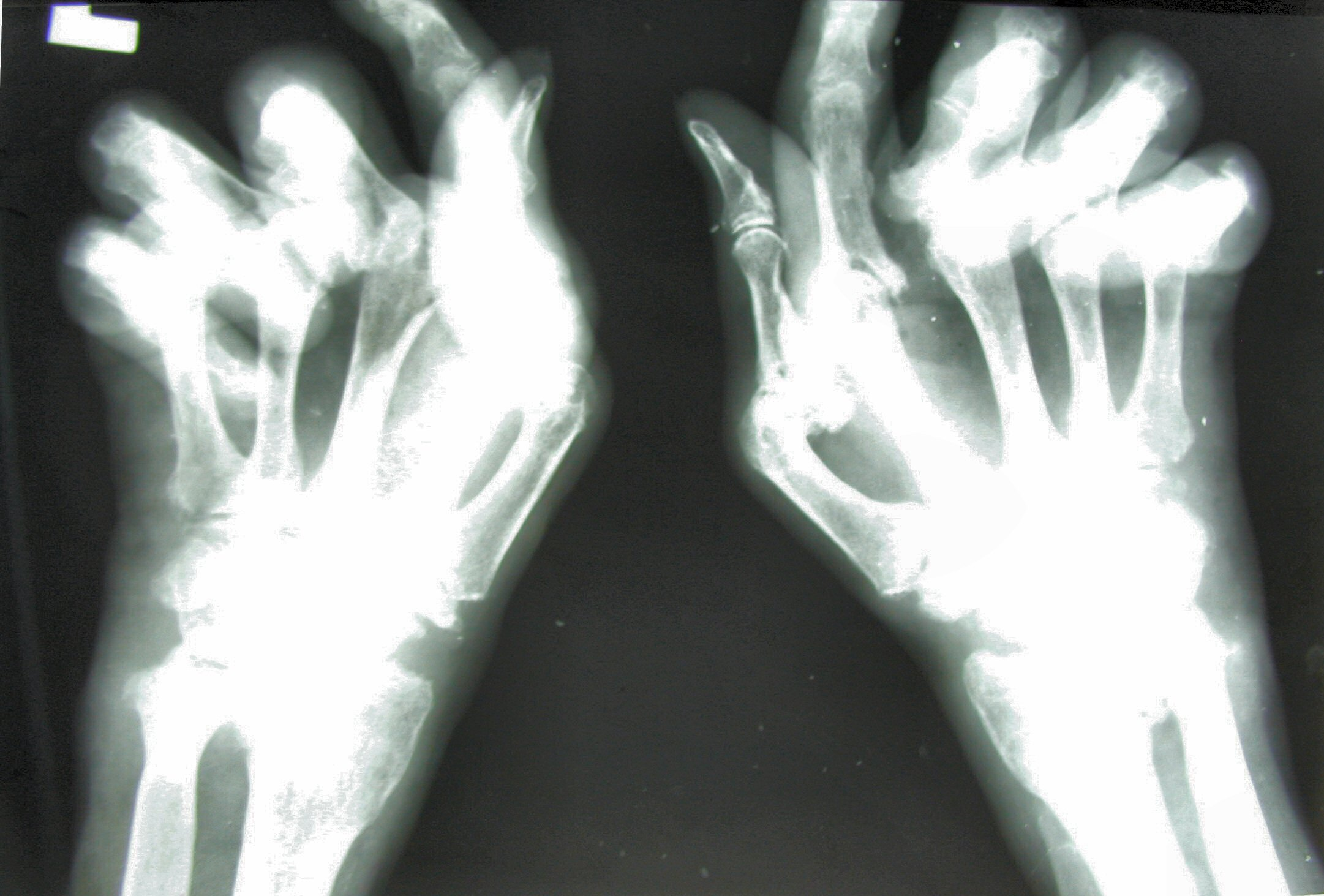
Zaawansowane zmiany w przebiegu RZS (zdjęcie rentgenowskie dłoni)

Reumatoidalne zapalenie stawów, RZS, dawniej: artretyzm, gościec przewlekły postępujący, gościec przewlekle postępujący (łac. polyarthritis reumatoidea) – choroba reumatyczna o charakterze zapalnym i przewlekłym oraz podłożu autoimmunologicznym.
RZS jest układową chorobą tkanki łącznej, która charakteryzuje się nieswoistym, symetrycznym zapaleniem stawów (dotyczącym głównie małych i średnich stawów), zmianami pozastawowymi i powikłaniami układowymi. Przebiega z okresami remisji i zaostrzeń. Prowadzi do destrukcji stawów, ich zniekształcenia, przykurczów i upośledzenia funkcji, a ostatecznie bywa najczęstszą przyczyną niepełnosprawności, postępującego inwalidztwa i przedwczesnej śmierci.

## Historia
Pierwszy znany opis choroby jest autorstwa Augustina Jacoba Landré-Beauvais i pochodzi z 1800 roku. Termin "rheumatoid arthritis" wprowadził Alfred Baring Garrod (1819–1907) w 1859 roku. Jacques Forestier w 1929 wprowadził do leczenia RZS sole złota.

## Klasyfikacja
Przebieg kliniczny stanowi podstawę do wyodrębnienia trzech typów choroby:
- typ I: z samoistną remisją (5–20%) – łagodny przebieg, rzadkie występowanie czynnika reumatoidalnego, dobra odpowiedź organizmu na leczenie, możliwa remisja choroby
- typ II: z łagodnym postępem choroby (5–20%) – stały, powolny postęp zmian stawowych, słabsza odpowiedź na leki modyfikujące przebieg choroby
- typ III: z progresją choroby mimo leczenia (60–90%) – ciężki przebieg choroby, znaczny wpływ czynnika reumatoidalnego od początku schorzenia, ograniczona odpowiedź na tradycyjne środki modyfikujące, stała i szybka progresja zmian zapalnych, postępująca redukcja stawów, szybki rozwój niepełnosprawności i inwalidztwa.

## Epidemiologia
RZS jest jedną z najczęstszych chorób układowych. Szacuje się, że w populacji mieszkańców Europy i USA choruje na nią 0,5–2% społeczeństwa powyżej piętnastego roku życia, a zapadalność waha się od 31 do 50 osób na 100 000. W Polsce na reumatoidalne zapalenie stawów choruje około 0,3–1,5% populacji ogólnej, a co roku odnotowuje się 8–16 tysięcy nowych przypadków. Łącznie problem dotyczy około 350 tysięcy Polaków. Choroba ta trzy razy częściej dotyka kobiet niż mężczyzn. Szczyt zachorowalności przypada na 4. i 5. dekadę życia (35-50 rok życia), a częstotliwość występowania RZS wzrasta wraz z wiekiem.

## Etiologia
Przyczyny RZS nie są dokładnie znane. Na rozwój choroby może mieć wpływ kilka czynników:
- zaburzenia nabytej odpowiedzi immunologicznej - biorą udział w zapoczątkowaniu i podtrzymywaniu rozwoju choroby ze szczególną rolą limfocytów T rozpoznających antygeny własne organizmu, m.in. autoantygeny cytrulinowane oraz wspomagających wytwarzanie autoprzeciwciał o tej samej swoistości np. przeciwciał anty-CCP. Obecność wspólnego epitopu zwiększa częstość prezentacji własnych antygenów, prowadząc do przyspieszenia transformacji łagodnego zapalenia stawów w agresywny proces zapalny. Z kolei limfocyty B aktywnie uczestniczą w rozwoju i podtrzymywaniu procesu zapalnego. Następstwem poliklonalnej aktywacji limfocytów B i nadmiernej odpowiedzi odpornościowej humoralnej jest produkcja różnych autoprzeciwciał m.in. RF, którego obecność stwierdza się u około 80% chorych na RZS, a chorobę charakteryzuje wówczas cięższy przebieg kliniczny.
- przebyta infekcja, zwłaszcza wirusowa – przekłada się na pobudzenie układu immunologicznego w odpowiedzi na zakażenie, co u osób predysponowanych do RZS może wywołać reakcję autoimmunologiczną, skierowaną przeciwko strukturom stawowym. Zwraca się uwagę na podobieństwo antygenowe niektórych bakterii czy wirusów i antygenów zgodności tkankowej HLA DRB1 i HLA-DRB4[8], obecnych często u pacjentów z RZS, które sprzyja zapoczątkowaniu procesu autoimmunologicznego.
- czynniki genetyczne – szczególnie u bliźniąt jednojajowych, gdzie w wypadku zdiagnozowania RZS u jednego wiąże się z 30–50% ryzykiem wystąpienia choroby u drugiego bliźniaka.

## Patogeneza
Choroba zajmuje zwykle stawy mniej obciążone (stawy palców, nadgarstków, łokci). Proces zapalny w pierwszej kolejności dotyczy błony maziowej stawów, która ulega pogrubieniu, obrzękowi, czasem przekrwieniu. Zmiany powyższe można obserwować w badaniu USG. W błonie maziowej powstają następnie nacieki limfocytów i komórek plazmatycznych. Ostatnim etapem zmian chorobowych jest upośledzenie ruchomości stawów wskutek zniekształceń zwiększających odczucia bólowe. Pogrubiona błona powoduje ograniczenie ruchomości stawu. W przebiegu choroby występuje początkowo osteopenia (później osteoporoza - szczególnie okołostawowa) oraz nadżerki nasad kostnych. Poprzez zmniejszenie zakresu ruchomości stawów, dochodzi do zaniku mięśni w okolicy zmienionego chorobowo stawu.

## Objawy i przebieg
Pierwszymi, ogólnymi objawami RZS są uczucie znużenia, pocenie się, lekki stan podgorączkowy, a także zmniejszenie apetytu i utrata wagi. We wczesnym etapie choroby mogą również wystąpić zaburzenia ukrwienia palców, ich nadwrażliwość  na zimno, uczucie „obumierania”, rozgrzania i zaczerwienienia okolic stawowych, mrowienia i drętwienia rąk.

### Objawy stawowe
W przebiegu RZS stwierdza się najczęściej symetryczne zapalenie stawów rąk:
- śródręczno-paliczkowych
- międzypaliczkowych bliższych

Występuje ból i obrzęk zajętych stawów z ograniczeniem ich ruchomości. Charakterystycznym objawem jest sztywność poranna stawów, ustępująca stopniowo podczas ruchu. Jest to silny ból stawów oraz ich sztywność i obrzęk, które uniemożliwiają wykonywanie nawet najprostszych czynności, takich jak mycie, ubieranie czy swobodne poruszanie się. Symptom ten powoduje uczucie silnej bolesności przy próbie ściśnięcia dłoni i ograniczenie możliwości ruchu. Długość trwania sztywności zależy od nasilenia procesu zapalnego - może trwać od kilku minut do kilkunastu godzin. Wcześnie dochodzi do zaników mięśni międzykostnych, glistowatych i mięśni kłębu kciuka. Maleje siła mięśni, siła i pewność chwytu dłoni. Często występuje zajęcie ścięgien i pochewek ścięgnistych. Uszkodzenie stawu i aparatu więzadłowego powoduje charakterystyczne odgięcie łokciowe (ulnaryzację) palców ręki, podwichnięcie dłoniowe paliczków dalszych, zmiany typu łabędziej szyjki i palca butonierkowego; może dojść do przeprostów. Powikłaniem może być również powstanie torbieli Bakera.
Ważnym objawem reumatoidalnego zapalenia stawów są guzki reumatoidalne, czyli twarde, niebolesne zgrubienia, występujące najczęściej w tkance podskórnej, które mogą też pojawić się w narządach wewnętrznych, jak płuca, serce czy nerki. Charakterystyczne dla RZS w zaawansowanych stadiach rozwoju są dystrofie mięśniowe. Dochodzi wtedy także do deformacji stawów międzypaliczkowych, wysięków w stawach łokciowych, uszkodzenia stawów biodrowych, rdzenia kręgowego i korzeni nerwowych. Skóra w miejscach dotkniętych zmianami chorobowymi jest chłodna, wilgotna i ścieńczała.

## Rozpoznanie
Do ustalenia rozpoznania używane są nowo opracowane kryteria klasyfikacyjne RZS według Amerykańskiego Kolegium Reumatologii (ACR) i Europejskiej Ligi do Walki z Chorobami Reumatycznymi (EULAR) z 2010 roku, które znacznie ułatwiają wczesne rozpoznanie choroby.

### Kryteria kwalifikacyjne z 1986 roku
W rozpoznaniu RZS mogą być również pomocne stare kryteria klasyfikacyjne RZS z 1987 roku według Amerykańskiego Towarzystwa Reumatologicznego (American Rheumatism Association, ARA). Do czasu pojawienie się nowych kryteriów klasyfikacyjnych stwierdzenie 4 lub więcej elementów pozwalało na rozpoznanie RZS.:
1. sztywność poranna trwająca minimum 1 godzinę utrzymująca się przez co najmniej 6 tygodni
2. obrzęk 3 lub więcej stawów utrzymujący się przez minimum 6 tygodni
3. obrzęk stawów nadgarstkowych, śródręcznopaliczkowych i międzypaliczkowych bliższych, utrzymujący się przez minimum 6 tygodni
4. symetryczny obrzęk stawów, utrzymujący się minimum 6 tygodni
5. typowe dla RZS zmiany w RTG (nadżerki, osteoporoza)
6. guzki reumatoidalne
7. czynnik reumatoidalny (RF) w surowicy

### Kryteria klasyfikacyjne z 2010 roku
Kryteria klasyfikacyjne można zastosować u pacjenta, u którego występują następujące objawy:
- Jawne zapalenie błony maziowej (potwierdzone badaniem USG) co najmniej 1 stawu (obrzęk)
- Zapalenia stawów nie można wyjaśnić inną chorobą - toczeń rumieniowaty układowy, łuszczycowe zapalenie stawów, dna moczanowa, krioglobulinemia, artralgia, polimialgia, fibromialgia.

Poniższe kryteria przeznaczone są dla:
- Pacjentów ocenianych po raz pierwszy
- Pacjentów z nadżerkami typowymi dla RZS, z chorobą aktywną, lub nieaktywną (leczoną lub nieleczoną), którzy wcześniej spełniali poniższe kryteria

| Kategoria                                   | Objawy                                                                | Punkty |
| ------------------------------------------- | --------------------------------------------------------------------- | ------ |
| A. Zajęcie stawów                           | 1 duży staw                                                           | 0 pkt  |
| A. Zajęcie stawów                           | 2–10 dużych stawów                                                    | 1 pkt  |
| A. Zajęcie stawów                           | 1–3 małych stawów (z zajęciem dużych stawów albo bez)                 | 2 pkt  |
| A. Zajęcie stawów                           | 4–10 małych stawów (z zajęciem dużych stawów albo bez)                | 3 pkt  |
| A. Zajęcie stawów                           | >10 stawów (w tym co najmniej 1 mały staw)                            | 5 pkt  |
| B. Serologia                                | Czynnik reumatoidalny (RF) i przeciwciała anty-CCP ujemne             | 0 pkt  |
| B. Serologia                                | Czynnik reumatoidalny (RF) lub przeciwciała anty-CCP o niskim mianie  | 2 pkt  |
| B. Serologia                                | Czynnik reumatoidalny (RF) lub przeciwciała anty-CCP o wysokim mianie | 3 pkt  |
| C. Laboratoryjne wykładniki stanu zapalnego | Stężenie CRP w normie i OB w normie                                   | 0 pkt  |
| C. Laboratoryjne wykładniki stanu zapalnego | Stężenie CRP zwiększone lub OB przyspieszone                          | 1 pkt  |
| D. Czas trwania objawów                     | <6 tygodni                                                            | 0 pkt  |
| D. Czas trwania objawów                     | ≥6 tygodni                                                            | 1 pkt  |

Pewne rozpoznanie RZS określa się wówczas, gdy suma punktów z każdej z kategorii (A-D) osiągnęła >=6:
Wyjaśnienie pojęć

## Zaawansowanie
Wyróżniamy 4 okresy choroby według Steinbrockera:
- okres I – wczesny – w badaniu RTG widoczne obrzęki tkanek miękkich, niewielkie zwężenie szpar stawowych, osteoporoza przynasadowa, ból, obrzęk, pogrubienie zarysu stawów, sztywność poranna;
- okres II – zmiany umiarkowane – ww. objawy plus zmiany okołostawowe: zaniki mięśniowe, głównie mięśni międzykostnych, mięśni glistowatych ręki, mięśni czworogłowych uda, ruchomość ograniczona, w RTG wyraźna osteoporoza, mogą być pierwsze objawy uszkodzenia chrząstki, wyraźne zwężenie szpar stawowych, w częściach przynasadowych kości widoczne geody zapalne oraz pojedyncze nadżerki na powierzchniach stawowych;
- okres III – zmiany zaawansowane – okres najbardziej widoczny, obecne trwałe uszkodzenia, ww. objawy bardziej nasilone, zmiany w narządach wewnętrznych, rozwój geod i nadżerek, podwichnięcia i zniekształcenia stawów, w RTG wyraźna osteoporoza, uszkodzenia chrząstki i kości;
- okres IV – faza schyłkowa – ww. objawy plus zrosty włókniste i całkowite zesztywnienie kostne stawu

## Leczenie
Obecnie (rok 2019) obowiązują następujące wytyczne
1. Leczenie LMPCh należy rozpoczynać niezwłocznie po rozpoznaniu RZS.
2. Leczenie powinno mieć na celu osiągnięcie u każdego chorego remisji lub małej aktywności choroby.
3. Monitorowanie stanu chorego powinno być częste w okresie aktywnej choroby (kontrola co 1–3 mies.); jeżeli nie uzyskuje się poprawy najpóźniej po 3 miesiącach od rozpoczęcia leczenia bądź cel nie zostaje osiągnięty po 6 miesiącach, leczenie należy zmodyfikować.
4. Metotreksat (MTX) powinien być składową leczenia pierwszego rzutu u pacjentów z aktywnym RZS.
5. W przypadku przeciwwskazań do stosowania MTX (lub wczesnej nietolerancji MTX) należy rozważyć zastosowanie sulfasalazyny lub leflunomidu w ramach leczenia pierwszego rzutu.
6. U chorych dotychczas nieleczonych LMPCh, niezależnie od równoczesnego stosowania GKS, należy zastosować LMPCh w monoterapii lub w skojarzeniu z innym lekiem z tej grupy.
7. W ramach leczenia początkowego należy rozważyć stosowanie GKS w małej dawce (łącznie z jednym lub z kilkoma LMPCh) przez okres do 6 miesięcy, ale trzeba GKS odstawić tak szybko, jak to klinicznie możliwe.
8. Jeśli cel leczenia nie został osiągnięty za pomocą LMPCh pierwszego rzutu, a u pacjenta nie występują czynniki złego rokowania, należy rozważyć zamianę dotychczas stosowanego ksLMPCh na inny lek/leki z tej grupy, a jeśli te czynniki występują – dodanie LMPCh.
9. U chorych, u których leczenie MTX i/lub innym ksLMPCh (z GKS lub bez GKS) okazało się nieskuteczne, należy zastosować leki biologiczne (inhibitor TNF, abatacept lub tocilizumab, a w określonych sytuacjach rytuksymab) w skojarzeniu z MTX.
10. Jeśli pierwszy LMPCh okaże się nieskuteczny, należy zastosować inny LMPCh; gdy terapia jednym inhibitorem TNF zawodzi, pacjent może otrzymać inny inhibitor TNF bądź LMPCh o odmiennym mechanizmie działania.
11. W przypadku niepowodzenia terapii bLMPCh można rozważyć zastosowanie tofacytynibu.
12. Jeżeli chory jest w trwałej remisji po odstawieniu GKS, można rozważyć zmniejszenie dawki leku biologicznego bądź wydłużenie przerw pomiędzy kolejnymi dawkami, zwłaszcza jeśli chory jednocześnie otrzymuje LMPCh.
13. W przypadku długo utrzymującej się remisji można rozważyć wspólnie z pacjentem ostrożne zmniejszenie dawki LMPCh.
14. Jeśli leczenie wymaga modyfikacji, oprócz aktywności choroby należy brać pod uwagę takie czynniki jak progresja uszkodzenia strukturalnego stawów, choroby współistniejące i bezpieczeństwo leczenia.

### Leczenie farmakologiczne
Leki stosowane w RZS dzieli się na dwie grupy:
- modyfikujące przebieg choroby, z podziałem na leki klasyczne i biologiczne
- łagodzące ból i objawy zapalne.

Pierwszymi skutecznymi lekami zastosowanymi w leczeniu były sole złota. W przypadku powodzenia w leczeniu było możliwe uzyskanie remisji. W razie objawów nietolerancji i uczulenia podawano kortykosteroidy, z kwasem acetylosalicylowym lub NLPZ. Kortykosteroidy oraz NLPZ nie hamowały jednak postępu choroby, natomiast sprawdzały się w leczeniu objawowym. Niektóre niesteroidowe leki przeciwzapalne (diklofenak, celekoksyb) skutecznie łagodzą dolegliwości bólowe i objawy zapalenia w RZS. Ich korzystne działanie wiąże się z hamowaniem cyklooksygenazy 2 (COX-2), pośredniczącej w wytwarzaniu prostaglandyn uczestniczących w procesach zapalnych i wytwarzaniu bodźców bólowych. Należy pamiętać o przeciwwskazaniach do ich stosowania.
Glikokortykosteroidy (GKS) – syntetyczne odpowiedniki naturalnie występujących hormonów wytwarzanych przez nadnercza – również wykazują silne działanie przeciwzapalne i immunosupresyjne. GKS hamują aktywność enzymu fosfolipazy A2, przez co uniemożliwiają uwalnianie kwasu arachidonowego z błon komórkowych. W efekcie kwas arachidonowy nie jest przekształcany do mediatorów zapalenia (PG), a w konsekwencji proces zapalny zostaje zahamowany. Glikokortykosteroidy działają też immunosupresyjnie poprzez zmniejszanie aktywności i liczby limfocytów. Preparaty podawane są doustnie w małych dawkach lub maksymalnie co 3 miesiące w postaci wstrzyknięć dostawowych.
Leki modyfikujące przebieg choroby spowalniają jej postęp, mogą odwlekać w czasie bądź ograniczać uszkodzenia stawów i opóźniać pojawienie się niesprawności (pod warunkiem, że są włączone do terapii odpowiednio wcześnie). Substancje z tej grupy mają właściwości immunomodulujące – hamują nieprawidłowe reakcje układu odpornościowego będące jedną z przyczyn RZS. Zatrzymują również powstawanie uszkodzeń stawów, zmniejszają ból oraz poprawiają ruchomość.
Obecnie lekiem z wyboru jest metotreksat, w razie nietolerancji lub braku skuteczności podaje się leflunomid lub inne LMPCh (sulfasalazyna). Czasem, dla uzyskania remisji, potrzebne jest połączenie kilku leków ze sobą. Leczeniem zajmuje się lekarz reumatolog. Celem głównym początkowego leczenia jest zatrzymanie choroby, czyli uzyskanie remisji. Jeśli uda się to osiągnąć, pacjentowi podaje się wskazany lek przez dwa lata. Dawkę można stopniowo zmniejszać.
Z praktyki wynika jednak, że część chorych albo ma nawroty choroby, albo jest ona aktywna w niewielkim stopniu. W takim przypadku nie należy rezygnować z leczenia. Jeżeli w okresie kilku tygodni po odstawieniu leku objawy nie występują, istnieje duża szansa na to, że choroba ustąpi i nie powróci.

#### Leki modyfikujące przebieg choroby (DMARD)

##### Leki klasyczne
- sole złota
- azatiopryna
- cyklosporyna
- penicylamina
- chlorochina i hydroksychlorochina
- leflunomid
- metotreksat
- minocyklina
- sulfasalazyna
- cyklofosfamid

##### Leki biologiczne
Leki biologiczne stosowane w leczeniu reumatoidalnego zapalenia stawów.
- inhibitory TNF
  - infliksymab
  - adalimumab
  - etanercept
  - golimumab
  - certolizumab pegol
- inhibitory interleukiny 1:
  - anakinra
- przeciwciała monoklonalne przeciwko komórkom B
  - rytuksymab[16]
- inhibitory stymulacji komórek T
  - abatacept
- blokery interleukiny-6
  - tocilizumab

##### Leki przeciwzapalne i przeciwbólowe
- niesteroidowe leki przeciwzapalne (NLPZ)
- glikokortykoidy

### Znaczenie diety
Stwierdzono, że suplementacja diety kwasami tłuszczowymi omega-3 może przynieść korzyści w postaci zmniejszenia sztywności porannej i bólu stawów. Ponadto dieta bogata w nienasycone kwasy tłuszczowe może mieć takie samo, o ile nie większe, działanie immunosupresyjne jak suplementacja. Jednonienasycone kwasy tłuszczowe wywierają bowiem efekt przeciwzapalny poprzez zmniejszenie ekspresji cząstek adhezyjnych na monocytach krwi obwodowej.
U osób z mutacją w genie PTPN2/22, spożycie mleka lub mięsa skażonego pospolitą bakterią Mycobacterium avium paratuberculosis (MAP) może przyspieszać rozwój RZS.

### Rehabilitacja
- kinezyterapia
  - ćwiczenia w odciążeniu
  - ćwiczenia w wodzie
  - ćwiczenia manipulacyjne dłoni
  - ćwiczenia w pełnym zakresie ruchu w stawie
- krioterapia
  - krioterapia ogólnoustrojowa – komora krioterapeutyczna
  - krioterapia miejscowa – nadmuchy schłodzonym powietrzem, parami dwutlenku węgla, parami azotu
- magnetoterapia
- leczenie uzdrowiskowe
- kąpiele solankowe i siarczkowo–siarkowodorowe

### Metody alternatywne
Nie wykazano skuteczności specjalnych diet, wyciągów roślinnych lub zwierzęcych, szczepionek, hormonów i preparatów stosowanych miejscowo.

## Klasyfikacja ICD10
| kod ICD10     | nazwa choroby                                                       |
| ------------- | ------------------------------------------------------------------- |
| ICD-10: M05   | Serododatnie reumatoidalne zapalenie stawów                         |
| ICD-10: M05.0 | Zespół Felty’ego                                                    |
| ICD-10: M05.1 | Reumatoidalna choroba płuc (J99.0*)                                 |
| ICD-10: M05.2 | Reumatoidalne zapalenie naczyń                                      |
| ICD-10: M05.3 | Reumatoidalne zapalenie stawów z zajęciem innych narządów i układów |
| ICD-10: M05.8 | Inne serododatnie reumatoidalne zapalenie stawów                    |
| ICD-10: M05.9 | Serododatnie reumatoidalne zapalenie stawów, nieokreślone           |
| ICD-10: M06   | Inne reumatoidalne zapalenia stawów                                 |
| ICD-10: M06.0 | Seroujemne reumatoidalne zapalenie stawów                           |
| ICD-10: M06.1 | Choroba Stilla u osoby dorosłej                                     |
| ICD-10: M06.2 | Reumatoidalne zapalenie kaletki maziowej                            |
| ICD-10: M06.3 | Guzek reumatoidalny                                                 |
| ICD-10: M06.4 | Zapalenie wielu stawów                                              |
| ICD-10: M06.8 | Inne określone reumatoidalne zapalenie stawów                       |
| ICD-10: M06.9 | Reumatoidalne zapalenie stawów, nieokreślone                        |